# Utah Wagon Train
Utah Wagon Train è un film del 1951 diretto da Philip Ford.
È un western statunitense con Rex Allen, Penny Edwards e Buddy Ebsen.

## Produzione
Il film, diretto da Philip Ford su una sceneggiatura di John K. Butler, fu prodotto da Melville Tucker, come produttore associato, per la Republic Pictures e girato nell'area di Burro Flats nelle Simi Hills e nell'Iverson Ranch a Chatsworth, Los Angeles, in California, dal 7 giugno a metà giugno 1951.

## Distribuzione
Il film fu distribuito negli Stati Uniti dal 15 ottobre 1951 al cinema dalla Republic Pictures.
Altre distribuzioni:
- nelle Filippine il 2 settembre 1952
- in Brasile (Bandeirantes do Oeste)

## Promozione
Le tagline sono:
- A DIFFERENT KIND OF STAR! A DIFFERENT KIND OF STORY!
- REX ALLEN - Millions have acclaimed him "King of the Cowboy Stars"-he's young...dashing...a real cowboy from Arizona who can outride...outfight...outshoot them all. And KOKO the miracle horse of the movies !
- A half-million in gold buried in a cave 100 years and a mad race across the forgotten California pioneer trail to find it" Here's action as you seldom see it...Adventure you'll never forget!
- REX ALLEN - FASTEST RISING WESTERN STAR!
- The new king of all cowboy stars Rex Allen racing against time to beat a gang of killers to a fortune buried on the old secret pioneer trail to California!